# 香港教育制度改革
香港教育制度改革(英語：Hong Kong Education Reform)主要是指香港主權移交之後，就教育政策及制度上之改革。
近年以來，香港教育改革的討論重點，主要集中在香港中學的教學語言政策、中小學結龍計劃、殺校政策、引進副學士制度、大學學士課程由三年制改為四年制、中學改為六年制、把通識教育、公民與社會發展科成為必修科目，以及將香港中學會考與香港高級程度會考合併成香港中學文憑考試等。

## 歷史
1997年以前，大多數的中學以英語教學，部分學校以中英混合教學。1995年起，政府開始檢討教學制度；1998年開始推行「母語教學」，政府強制大多數公營中學改用中文教學，只允許保留114間作英文教學。不過此項計畫推行一波三折，輿論對母語教學的成效滿有質疑，因此作為殖民地產物的英文學校仍被視為佔優。經濟許可的家長為了讓子女獲派到英文學校，甚至會不惜在英文學校校網置業。每學年開始前，家長四處奔命為子女尋找考入英文名校機會的情景，往往成為本地新聞頭條。
2000年9月教育統籌委員會發表的《香港教育制度改革建議》報告書提出容許教學理念相近的小學與中學結盟，使小學畢業生直接升上結盟的中學稱為「一條龍」辦學模式。同年10月獲政府接納。但由於該計劃申請者多為傳統上著名的英文中小學，使減低競爭入讀的情況無多大幫助。
1997年教育統籌局於每一所中、小學開設一個簡稱為「家教會」組織，旨在使學校與家長多些了解及溝通。2004年7月立法會通過俗稱為校本條例的《2004年教育(修訂)條例》，規定每一所中、小學的校董會，在2010年前加入校友、教師及家長代表及注冊為法團，當局並標榜校政民主化、辦學團體可保留最多六成的代表。故當時得到大部分立法會議員及「家教會」代表支持，但條例當中指出政府可解散校董會及原有的辦學團體不能再絕對控制校董會，使部分辦學團體強烈不滿，認為假以民主之名來消滅傳統有宗教背景的辦學團體，以及有市民擔心校董會涉及刑事或民事案件時的法律問題。
教育統籌局於2006年至2007年年度新學年的中一新生起，教育制度改為三年初中、三年高中及四年大學，並於2009年推行校本評核作為學生在會考成績的其中一個評分準則及推行高中通識教育科。
2006年10月行政長官曾蔭權於施政報告宣佈，將於2007年至2008年起向每名就讀於每年學費不超過2.4萬元的非牟利幼稚園（全日班不超過4.8萬元）的3至6歲的幼稚園學生提供每人每年13000元的「學券」及3000元給予非牟利幼稚園作為提昇教學質素。2006年11月14日教育統籌局暫時妥協，宣佈只要牟利幼稚園公開帳目及符合一系列條件，便可於2008年前獲得學券資助，唯隨後牟利幼稚園代表指教育統籌局局長李國章拒絕履行先前承諾，使學券制推行處於膠著，2006年12月教育統籌局正式宣佈向立法會申請撥款20億元，於2007年-2008學年起推行學券制，唯條款不變。

## 評核策略的改革

### 小學及初中評核試
- 學能測驗
- 香港學科測驗
- 中英數基本能力測試（Basic Proficiency Test）(1990-1992)[4]
- BCA/小三、小六及中三級中、英、數科全港性系統評估(TSA)[5]
- 香港小學會考及香港中學入學考試（分別在1962年及1978年被廢止）

### 中學公開試
- 香港高等程度會考於1993年起停辦，自1994年起大學聯合招生辦法的統一招生辦法為參照香港高級程度會考成績
- 中學公開試於2012年合併：香港中學會考與香港高級程度會考合而為一，成為香港中學文憑考試（Hong Kong Diploma of Secondary Education, HKDSE），於中六學年尾舉行。
- 引入校本評核

### 語文科老師評核試
- 語文能力評核，由IELTS及國家普通話水平測試取代

## 學科的增減

### 國家安全教育
2021年《香港国安法》施行後开展国家安全教育。

### 公民與社會發展科
自2021/22學年起，中四級開始推行的「優化高中四個核心科目」，將原有核心課程中的通識教育更改為公民與社會發展科，並以「達標」與「不達標」作為評核結果。首屆公民與社會發展科的香港中學文憑公開考試將於2024年開考。

### 公民、經濟與社會科
2024年7月31日，香港教育局宣佈，香港初中生活與社會科將改名為「公民、經濟與社會」將於2024年9月新學年在全港中一級推行，教育局向全港中學發通告公布相關課程指引。

### STEAM教育
自《2015年度香港行政長官施政報告》起，資助學校於高小推行強化編程教育，以及在初中課程加入創科元素，例如人工智能。
小學常識科於25/26年起分拆為人文科及科學科，並於27/28學年全面推行。

## 爭議
香港朝令夕改的教育制度，自母語教學、三三四、小班推行以來，都令學生及家長們帶來巨大壓力。
2006年1月，在兩位教師相繼自殺死亡後，時任教育統籌局局長的李國章承認教育改革增加了教師的工作量及壓力，但不認為該兩位教師的自殺與教育改革有關。李表示改革是為了學生好，「如果教師接受不了，可以選擇參加提早退休計劃」，希望教師可以承受壓力。同年1月22日，香港教育專業人員協會發起遊行，抗議教育改革措施過多及步伐過急、教師工作壓力沉重等。當日遊行人士從中環愛丁堡廣場遊行至政府總部，教協稱有超過1萬人參加。

### 相關教育政策
- 優質教育基金：為鼓勵學校進行教育改革，政府特別撥款50億港元成立優質教育基金，使學校能夠透過基金的撥款而改善學校的基礎建設，從而使改革順利推行。
- 母語教學：本來政府欲將全港所有中學的授課語言變成中文（粵語）。不過，基於部分社會人士和部分英文中學的反對下，最終有114所學校（一說為112所）可以保留以英語授課的傳統。後來，政府改為推行校本語文政策，容許學校因應本身學生的特質而選擇合適的語文教學環境及措施。港府再於2009年「微調」教學語言政策。
- 一條龍學校：讓相關的小學及中學「結龍」，一方面為學校的招生人數做出保證，二來透過結龍學校之間的協作，從而使所收學生的質素得到保證。
- 三三四高中教育改革：把原有的兩年高中、兩年預科及三年制大學改成三年高中連預科及四年制的大學課程，以便與國際教育接軌。
- 法團校董會：透過校本條例，強制學校成立法團校董會，使學校校董會變成學校的不同持分者所掌管。一方面避免學校行政被少數人士操控，減少利益輸送的機會；另外亦有助提高學校行政的透明度。不過，教會學校普遍擔心容許教會以外人士參與校政，會使學校的教會背景聊備一格，失去與其他非教會學校的優勢。
- 自願優化班級結構計劃：旨在紓緩部分中學收生不足而被「殺校」的壓力。
- 直接資助計劃：計劃目標是以促進優質的私立學校發展，為鼓勵學生提供教育水平的非官立中學及資助學校以外的更多選擇。教學以開放式為主，以提高私立學校的教育質素。

### 相關人物
- 董建華
- 梁錦松
- 羅范椒芬
- 李國章
- 曾蔭權

### 相關媒體
- 香港一套由舞台劇劇團好戲量製作的話劇《陰質教育》透過嬉笑怒罵的方式，以一宗在虛構的優質教育學院(HiEd)發生的校園謀殺案，揭露政府大力推行教育改革所衍生的種種問題，諷刺本港教育制度。

## 外部連結
- 教育統籌委員會，(2005年)，《檢討中學教學語言及中一派位機制報告》